# Paramuricea laxa
Paramuricea laxa är en korallart som beskrevs av Wright och Studer 1889. Paramuricea laxa ingår i släktet Paramuricea och familjen Plexauridae. Inga underarter finns listade i Catalogue of Life.